# Zdeněk Humhal
Zdeněk Humhal   (Praga, 30 de desembre de 1933 - Praga, 24 de novembre de 2015) fou un jugador de voleibol txec que va competir sota bandera txecoslovaca durant les dècades de 1950 i 1960.
El 1964 va prendre part en els Jocs Olímpics de Tòquio, on guanyà la medalla de plata en la competició de voleibol. En el seu palmarès també destaquen dues medalles de plata al Campionat del Món de voleibol, el 1960 i 1962 i dues d'or al Campionat d'Europa, el 1955 i 1958.